# Rhodamnia
Rhodamnia es un género con unas 60 especies de plantas con flores de la familia Myrtaceae. Es originario de Asia en Hainan, Indochina y sudoeste del Pacífico.

## Especies seleccionadas
- Rhodamnia acuminata C.T.White, Blumea, Suppl. 1: 217 (1937).
- Rhodamnia andromedoides Guillaumin, Bull. Soc. Bot. France 85: 629 (1938 publ. 1939).
- Rhodamnia angustifolia N.Snow & Guymer, Austrobaileya 5: 421 (1999).
- Rhodamnia arenaria N.Snow, Syst. Bot. Monogr. 82: 22 (2007).
- Rhodamnia argentea Benth., Fl. Austral. 3: 278 (1867).
- Rhodamnia australis A.J.Scott, Kew Bull. 33: 447 (1979).
- Rhodamnia blairiana F.Muell., Fragm. 9: 141 (1875).